# Two Distant Strangers
Pour plus de détails, voir Fiche technique et Distribution.
Two Distant Strangers est un court métrage de science-fiction écrit par Travon Free (en) et réalisé par Free et Martin Desmond Roe (en) en 2020. 
Le scénario du film est écrit par Free en réaction aux morts de Breonna Taylor, Daniel Prude (en) et particulièrement George Floyd, tous trois afro-américains et tués par des agents de police entre mars et mai 2020 dans des affaires indépendentes. De l'impression de revivre chaque jour les mêmes émotions, le scénariste tire le sentiment de vivre dans une version cauchemardesque d'Un jour sans fin, qui lui inspire l'idée d'écrire un court métrage où le personnage revit également la même journée continuellement. Le film est alors écrit en cinq jours en juillet suivant les meurtres, puis tourné en cinq jours également, en septembre, dans le but de produire rapidement une œuvre qui fasse écho aux événements.
Le titre Two Distant Strangers (Deux Étrangers lointains) est tiré de paroles du rappeur américain Tupac Shakur, et apparaît effectivement dans la chanson Changes, qui traite également les thèmes du racisme et des violences policières.
Le film est nommé aux Oscars en mars 2021, peu après l'ouverture du procès du policier Derek Chauvin pour le meurtre de George Floyd, et les votes pour les récompenses se concluent en avril, le jour même du verdict. Il remporte alors l'Oscar dans la catégorie du meilleur court métrage en prises de vues réelles, lors de la 93e cérémonie des Oscars.

## Synopsis
Un matin, après un premier rendez-vous amoureux réussi, Carter James, dessinateur de BD, tente de rentrer chez lui pour y retrouver son chien. Sur le chemin, il est brutalement attaqué par un policier et meurt d'étouffement.
Il se réveille à nouveau dans le lit de sa conquête, coincé dans une boucle temporelle.

## Distribution
- Carter James : Joey Badass[4]
- Merk : Andrew Howard
- Perri : Zaria Simone

## Distinctions
- Prix du Meilleur court métrage - African-American Film Critics Association

- Prix du Meilleur court métrage - Oscars